# Fly, Robin, Fly
Fly, Robin, Fly ist ein Disco- bzw. Euro-Disco-Song der deutschen Band Silver Convention aus dem Jahr 1975. Er erschien auf ihrem Debütalbum Save Me, aus dem er als dritte Single im September 1975 ausgekoppelt wurde.

## Entstehung und Inhalt
Der Song wurde von Sylvester Levay und Michael Kunze, unter dem Pseudonym Stephan Prager, geschrieben. Kunze produzierte den Titel auch. Der Arbeitstitel war laut einem Beitrag auf dem Sender VH-1, VH1’s 100 Greatest Dance Songs, Run, Rabbit, Run. Der Text besteht nur aus sechs Wörtern, dem Titel sowie „Up, up to the sky“, also „Flieg, Rotkehlchen, flieg“ und dann etwa: „aufwärts zum Himmel“.

## Veröffentlichung und Rezeption
Die Single erschien am 26. September 1975 bei Jupiter Records beziehungsweise Midland International. Auf der B-Seite befindet sich der Titel Tiger Baby.

### Auszeichnungen
Fly, Robin, Fly wurde im Jahr 1976 mit einem Grammy Award in der Kategorie Best R&B Instrumental Performance ausgezeichnet.

### Rezensionen
Bereits 1977 bezeichnete die New York Times den zum Munich Sound des Disco zählenden Song als „Disco Evergreen“ und lobte den „innovative use of unison strings, which play swooping, rhythmically incisive lead lines.“ Allerdings klängen die drei Sängerinnen, die „oft keine wichtige Rolle auf den Platten“ einnähmen, eher wie „Hintergrundsängerinnen für die Streicher-Sektion.“

### Charts und Chartplatzierungen
Fly, Robin, Fly erreichte in Deutschland Rang drei der Singlecharts und konnte sich neun Wochen in den Top 10 sowie 21 Wochen in den Charts platzieren. In Österreich erreichte die Single Rang neun und platzierte sich einen Monat in den Top 10 sowie fünf Monate in den Charts. In der Schweizer Hitparade erreichte Fly, Robin, Fly mit Rang fünf seine höchste Chartnotierung und hielt sich zwölf Wochen in den Top 10 und 14 Wochen in der Hitparade. Im Vereinigten Königreich erreichte die Single in acht Chartwochen mit Rang 28 seine höchste Chartnotierung. In den US-amerikanischen Billboard Hot 100 erreichte Fly, Robin, Fly die Chartspitze und platzierte sich drei Wochen an ebendieser sowie sieben Wochen in den Top 10 und 17 Wochen in den Charts. Des Weiteren erreichte die Single die Top 10 in Belgien, der Niederlande und in Norwegen.
Für Silver Convention ist dies nach Save Me der zweite Charterfolg in Deutschland und dem Vereinigten Königreich sowie der erste in Österreich, der Schweiz und den Vereinigten Staaten. In Deutschland ist es ihr erster und einziger Top-10-Erfolg. In Österreich und der Schweiz ist es der einzige Charterfolg der Band. In den Vereinigten Staaten erreichte Silver Convention mit der Nachfolgesingle Get Up and Boogie (That’s Right) ebenfalls die Top 10. In den Vereinigten Staaten ist Fly, Robin, Fly der zweite Nummer-eins-Erfolg eines deutschen Interpreten nach Bert Kaempferts Wonderland by Night aus dem Jahr 1960.
| ChartsChartplatzierungen       | Höchstplatzierung | Wochen |
| ------------------------------ | ----------------- | ------ |
| Deutschland (GfK)              | 3 (21 Wo.)        | 21     |
| Österreich (Ö3)                | 9 (20 Wo.)        | 20     |
| Schweiz (IFPI)                 | 5 (14 Wo.)        | 14     |
| Vereinigtes Königreich (OCC)   | 28 (8 Wo.)        | 8      |
| Vereinigte Staaten (Billboard) | 1 (17 Wo.)        | 17     |

### Auszeichnungen für Musikverkäufe
Fly, Robin, Fly erhielt noch im Jahr seiner Veröffentlichung in den Vereinigten Staaten eine Goldene Schallplatte für über eine Million verkaufte Einheiten. Es ist die erste Single eines deutschen Interpreten, die nachweislich eine Plattenauszeichnung dort verliehen bekam. Am 1. März 1976 folgte die Verleihung einer Goldenen Schallplatte in Kanada. Die Single erhielt somit zweimal Gold für über eine Million verkaufte Exemplare.
| Land/Region               | Auszeichnungen für Musikverkäufe (Land/Region, Auszeichnung, Verkäufe) | Verkäufe  |
| ------------------------- | ---------------------------------------------------------------------- | --------- |
| Kanada (MC)               | Gold                                                                   | 75.000    |
| Vereinigte Staaten (RIAA) | Gold                                                                   | 1.000.000 |
| Insgesamt                 | 2× Gold ·                                                              | 1.075.000 |

## Coverversionen
Coverversionen existieren unter anderem von Bert Kaempfert, Herbie Mann, Roy Etzel sowie John Petersen.
Eine frei ins Deutsche übersetzte Version haben die Rockys 2007 herausgebracht.